# Прислоп (перевал)
Прислоп (укр. Присліп) — перевал в Украинских Карпатах. Расположен на границе Хустского и Тячевского районов Закарпатской области, на водоразделе рек Теребля и Тересва, между хребтами Красна (на юге) и Стримба (на севере). Высота — 915 м. Перевалом проходит автодорога местного значения, которая соединяет сёла Немецкая Мокрая и Колочава. Дорога грунтовая, труднопроходимая, годится для гужевого транспорта, мотоциклов или автомобилей повышенной проходимости. Зимой перевалом не пользуются.
- В Карпатах есть ещё несколько перевалов местного значения называемых Прислоп, например в Горганах, в Верхнеднестровских Бескидах.